# Grabmal der Johanna von Brabant

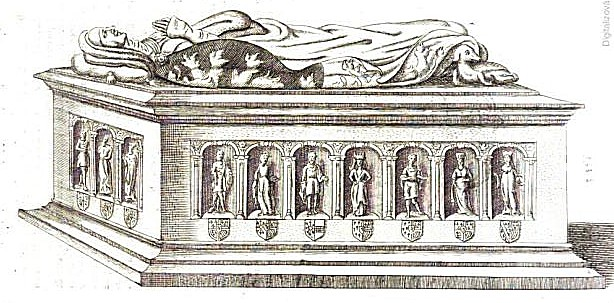
Grabmal der Johanna von Brabant

Das Grabmal der Johanna von Brabant wurde von 1457 bis 1458  von dem Bronzegießer Jacob de Gerines nach Holzmodellen des Bildhauers Jean Delemer gegossen. Das Kunstwerk wurde von Philipp dem Guten in Auftrag gegeben und befand sich in der Brüsseler Karmeliterklosterkirche. Bei dem calvinistischen Bildersturm in den Jahren 1578 bis 1585 wurde es beschädigt, aber 1607 restauriert. Bei der Bombardierung von Brüssel zwischen dem 13. und 15. August 1695 durch die Truppen von König Ludwig XIV. von Frankreich wurde das Grabmal völlig zerstört, dabei wurde die Karmeliterklosterkirche vernichtet.